# Ciguatoxină

Structura chimică a ciguatoxinei CTX1B

Ciguatoxina este o neurotoxină (ihtiosarcotoxină) de origine marină care provoacă o intoxicație numită ciguatera. Este o saponină termic stabilă cu formula empirică C35H65NO8. Ciguatoxina este secretată de dinoflagelata Gambierdiscus toxicus care este consumată de unii pești și se concentrează în țesuturile lor. Farmaceutic ciguatoxina este un activator al canalelor de sodiu voltaj-dependente și poate provoca bradicardie, hipotensiune, parestezii, sensibilitate termică, amețeli, tulburări vizuale și simptome gastrointestinale.